# تانژیر (ویرجینیا)
تانژیر (به انگلیسی: Tangier) یک منطقهٔ مسکونی در ایالات متحده آمریکا است که در شهرستان اکوماک، ویرجینیا واقع شده‌است. تانژیر ۱٫۴۰ کیلومتر مربع مساحت و ۷۲۷ نفر جمعیت دارد و ۰٫۹۱ متر بالاتر از سطح دریا واقع شده‌است.